# Джек Маккартен
Джек Маккартен (англ. Jack McCartan, нар. 5 серпня 1935, Сент-Пол) — американський хокеїст, що грав на позиції воротаря. Грав за збірну команду США.

## Спортивна кар'єра
Під час навчання в Університеті Міннесоти у 1955–1958 захищав кольори місцевої бейсбольної команди. У 1959 на Панамериканських іграх Джек у складі національної збірної США з бейсболу став бронзовим призером цих змагань.
Професійну хокейну кар'єру розпочав 1959 року. Наступного року на Олімпійських іграх він стає одним із героїв команди, завдяки кому збірна США здобула золоті нагороди. У сезоні 1959–60 Джек провів чотири гри у складі клубу НХЛ «Нью-Йорк Рейнджерс». Наступні роки Маккартен провів у другорядних лігах і лише у 1970-х він два роки відіграв за клуб ВХА «Міннесота Файтінг Сейнтс».
Пізніше він працював скаутом клубу «Ванкувер Канакс».

## Нагороди та досягнення
- Олімпійський чемпіон — 1960.
- Найкращий воротар чемпіонату світу — 1960.